# Gustaf Lamm
Gustaf Maurits Lamm, född 13 april 1855, död 23 juni 1892, var en svensk donator. Han var son till Jacques Lamm, bror till Carl Robert Lamm och kusin till Herman Lamm. 
Lamm studerade efter avlagd mogenhetsexamen vid Kungliga Tekniska högskolan, utexaminerades därifrån 1876 som civilingenjör, studerade sedan konstslöjd vid Kunstgewerbemuseet i Wien och blev efter sin hemkomst verksam medlem av Svenska slöjdföreningen.

## Donationer
Lamm testamenterade sin konstsamling, som bland annat innehöll 842 svenska etsningar – många av dem sällsynta och dyrbara – till Nationalmuseum. Dessutom testamenterade han 10 000 kronor, av vilka räntan vart tredje år skall utdelas som pris för "det bästa och värdefullaste arbete på de bildande konsternas eller konstindustriens område, som, författats av svensk man eller kvinna, under ifrågavarande treårsperiod utgivits i tryck" (till minne av donatorns fader kallades denna donation Jacques Lamms prisfond, populärt benämnd "Lammska priset"). Vidare testamenterade han ytterligare 10 000 kronor, av vilka räntan vartannat år utbetalas som resestipendium till någon tjänsteman vid Nationalmuseum (Jacques Lamms stipendiefond).
"Lammska priset" för konsthistoriska arbeten har i följande ordning tilldelats Karl Ludvig Looström, Johan Olof Granberg, Anders Georg Göthe, Georg Nordensvan, Osvald Sirén och August Hahr. 
Även Nordiska museet, Gripsholmsföreningen (på Gripsholms slott iordningställdes ett rum för av Lamm donerade medel) och Slöjdföreningen ihågkomms i Lamms testamente.